# Dubbelkvartett
Dubbelkvartett är en blandad kvartett eller manskvartett där stämmorna dubbleras. 
Det kan även vara namnet på ett musikstycke som framförs av en dylik ensemble.